# Carsten Heymann
Pour les personnes ayant le même patronyme, voir Heymann.
Carsten Heymann, né le 7 janvier 1972 à Sebnitz, est un biathlète allemand. Il est monté sur six podiums individuels en Coupe du monde.

## Biographie
Heymann remporte deux médailles d'argent aux Championnats du monde sur la course par équipes en 1997 et 1998. Dans la Coupe du monde, il obtient son premier podium individuel en 1997 au sprint d'Östersund. 
Aux Jeux olympiques d'hiver de 1998, il est 34e du sprint.
En 2000-2001, il signe trois podiums individuels et son meilleur classement général : huitième.

## Palmarès

### Jeux olympiques d'hiver
| Épreuve / Édition | Individuel | Sprint | Relais |
| Nagano 1998       | -          | 34e    | -      |

### Championnats du monde
- Championnats du monde de 1997 à Osrblie (Slovaquie) :
  -  Médaille d'argent à la course par équipes.
- Championnats du monde de 1998 à Hochfilzen (Autriche) :
  -  Médaille d'argent à la course par équipes.

### Coupe du monde
- Meilleur classement général : 8e en 2001.
- 6 podiums en épreuve individuelle : 4 deuxièmes places et 2 troisièmes places.
- 5 podiums en relais : 1 victoire, 1 deuxième place et 3 troisièmes places.
- 3 podiums en course par équipes : 1 victoire et 2 deuxièmes places.

### Championnats d'Europe
- Médaille d'or du relais en 2002 et 2004.
- Médaille d'argent du sprint et de la poursuite en 2002.
- Médaille de bronze du relais en 2005.